# José Colagrossi Filho
José Colagrossi Filho (Jaú - SP, 4 de setembro de 1926 – 29 de agosto de 1998) foi um político e engenheiro brasileiro.

## Biografia
Iniciou carreira política sendo eleito presidente da UEE-SP. Foi representante do Brasil na reunião mundial de estudantes, na China, onde conheceu Che Guevara, que dividiu quarto com ele.
Iniciou carreira profissional com Sebastião Camargo na Cavo Engenharia (atual Camargo Correia). Foi promovido para a gerência geral da Cavo no Rio de Janeiro, onde passou a morar definitivamente.
Conheceu e começou a namorar Fernanda Cecília Ribeiro da Luz enquanto morava em São Paulo. Casou-se com ela tendo três filhos: Paulo Rogério Ribeiro Luz Colagrossi, José Colagrossi Neto e Marcos André Ribeiro Luz Colagrossi.
Montou a sua própria empresa de engenharia no início dos anos 60, que realizou diversas obras por todo o Brasil, como por exemplo a reconstrução do Elevado Paulo de Frontin, no Rio de Janeiro, que havia desabado durante a obra.

### Carreira política
Se elegeu Deputado Federal pelo MDB do Rio de Janeiro em 1966, sendo o quinto mais votado no Estado. Foi cassado pelo AI-5 no início de 1969. Se especializou em "leveraged buy-outs" de empresas de engenharia durante dos anos 70 aos 90.
Deputado Federal pelo PDT do Rio de Janeiro em 1982, sendo o segundo mais votado no Estado. Atuou como Secretário de Transportes no Governo Brizola (PDT), e permaneceu neste cargo até agosto de 1983, quando foi substituído pelo deputado federal Jiulio Caruso.
Migrou para o PMDB e atuou como Secretário de Relações Governamentais em Brasília no Governo Moreira Franco. Foi candidato a prefeito, em 1988, e suplente do senador Nelson Carneiro em 1978.
1. ↑  «Biografia do(a) Deputado(a) Federal JOSÉ COLAGROSSI». Portal da Câmara dos Deputados. Consultado em 19 de junho de 2020
2. ↑  «Portal da Câmara dos Deputados». www2.camara.leg.br. Consultado em 19 de junho de 2020
3. 1 2  Brasil, CPDOC-Centro de Pesquisa e Documentação História Contemporânea do. «JOSE COLAGROSSI FILHO». CPDOC - Centro de Pesquisa e Documentação de História Contemporânea do Brasil. Consultado em 19 de junho de 2020